# Jablonov nad Turňou
Jablonov nad Turňou, ungarisch Szádalmás (bis 1973 slowakisch „Jablonov nad Turnou“ – bis 1927 nur „Jablonov“; ungarisch bis 1907 Almás, zeitweise auch Tornaalmás) ist eine Gemeinde im Osten der Slowakei mit 733 Einwohnern (Stand 31. Dezember 2024), die zum Okres Rožňava, einem Kreis des Košický kraj, gehört.

## Geographie

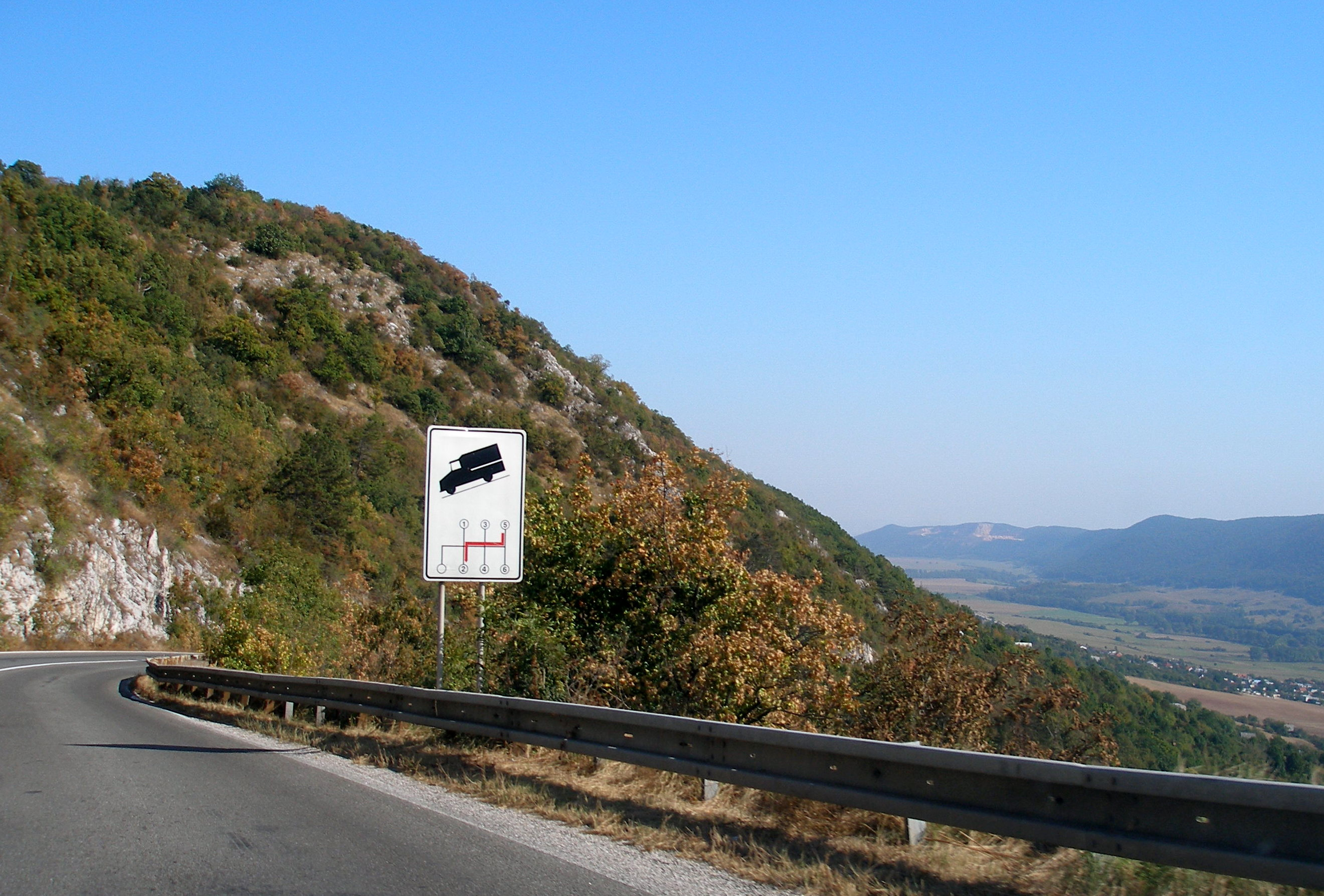
Passstrecke nahe Jablonov nad Turňou

Die Gemeinde befindet sich am Westende des kleinen Beckens Turnianska kotlina, zwischen zwei Ausläufern des Slowakischen Karstes gelegen, unterhalb des Sattels Jablonovské sedlo und nahe der ungarischen Grenze. Südlich am Ort vorbei fließt die Turňa. Das Ortszentrum liegt auf einer Höhe von 241 m n.m. und ist 17 Kilometer von Rožňava sowie 52 Kilometer von Košice entfernt.
Nachbargemeinden sind Drnava und Kováčová im Norden, Hrhov im Osten, Bódvaszilas und Szögliget (beide in Ungarn) im Süden, Hrušov im Westen und Lipovník im Nordwesten.

## Geschichte
Der Ort gehörte zum Herrschaftsgut der nahen Burg Tornau sowie dem Pleissnitzer Zweig der Familie Bebek. Nach einigen Quellen stammt die erste schriftliche Erwähnung aus den Jahren 1332–1335, während andere erst das Jahr 1430 (als Almas) angeben. Im 16. Jahrhundert war die Ortschaft Besitz der Burg Szádvár im heutigen Ungarn. 1828 zählte man 136 Häuser und 695 Einwohner, deren Haupteinnahmequellen Landwirtschaft, Obstbau und Weinbau waren.
Bis 1918/1919 gehörte der im Komitat Abaúj-Torna (vorher Komitat Torna) liegende Ort zum Königreich Ungarn und kam danach zur Tschechoslowakei beziehungsweise heute Slowakei. 1938 bis 1945 war er auf Grund des Ersten Wiener Schiedsspruchs noch einmal Teil Ungarns.

## Bevölkerung
| Jahr                | 1994 | 2004    | 2014    | 2024    |
| ------------------- | ---- | ------- | ------- | ------- |
| Anzahl der Personen | 863  | 862     | 786     | 733     |
| Unterschied         |      | −0,11 % | −8,81 % | −6,74 % |

| Jahr                | 2023 | 2024    |
| ------------------- | ---- | ------- |
| Anzahl der Personen | 737  | 733     |
| Unterschied         |      | −0,54 % |

Nach der Volkszählung 2011 wohnten in Jablonov nad Turňou 808 Einwohner, davon 650 Magyaren, 129 Slowaken und ein Tscheche. 28 Einwohner machten keine Angabe. 378 Einwohner bekannten sich zur reformierten Kirche, 335 Einwohner zur römisch-katholischen Kirche, zehn Einwohner zur griechisch-katholischen Kirche, fünf Einwohner zur evangelisch-methodistischen Kirche, vier Einwohner zur evangelischen Kirche A. B. und zwei Einwohner zur orthodoxen Kirche. 25 Einwohner waren konfessionslos und bei 49 Einwohnern wurde die Konfession nicht ermittelt.

## Sehenswürdigkeiten
- römisch-katholische Dreifaltigkeitskirche aus dem 14. Jahrhundert, ursprünglich gotisch, umgebaut nach einem Brand im Jahr 1910
- reformierte Kirche im klassizistischen Stil aus dem späten 18. Jahrhundert
- 100 Meter tiefe Schlunde Obrovská priepasť (wörtlich „Riesige Schlunde“) südlich des Ortes nahe der Grenze zu Ungarn